# Pontillas
Pontillas (en wallon Pontéliasse) est une section de la commune belge de Fernelmont (entre Hingeon et Bierwart) située en Région wallonne dans la province de Namur.
C'était une commune à part entière avant la fusion des communes de 1977. 

## Géographie

### Altitude
Altitude moyenne : 190 m.

## Évolution démographique
- Source: DGS, 1831 à 1970=recensements population, 1976= habitants au 31 décembre

## Patrimoine et culture

### Patrimoine architectural
- Eglise Saint-Martin. Construite en 1790 et qui conserve une chœur de la deuxième moitié du XVIIe siècle de l'église antérieure[1].
- Château-ferme situé à côté de l'église. Siège de la seigneurie hautaine  engagée à Jean Charlet en 1626 et passée par alliance en 1650 aux Ponty qui le gardèrent jusqu'à la Révolution française[2].
- Ferme de Narmont. Dénommée « Noirmont », une ancienne seigneurie citée en 1762 lors de son remariage, comme propriété de Ch.-Ant., comte d'Arberg de Vallangin, veuf de Mad. comtesse de Galle[3].